# La Meyze
La Meyze – miejscowość i gmina we Francji, w regionie Nowa Akwitania, w departamencie Haute-Vienne.
Według danych na rok 1990 gminę zamieszkiwało 858 osób, a gęstość zaludnienia wynosiła 31 osób/km² (wśród 747 gmin Limousin La Meyze plasuje się na 150. miejscu pod względem liczby ludności, natomiast pod względem powierzchni na miejscu 197.).